# Angelika Bahmann
Angelika Bahmann, född den 1 april 1952 i Plauen, Östtyskland, är en östtysk kanotist.
Hon tog OS-guld i K-1 i slalom i samband med de olympiska kanottävlingarna 1972 i München.